# Kaluverahalli, Sira
Kaluverahalli là một làng thuộc tehsil Sira, huyện Tumkur, bang Karnataka, Ấn Độ.